# نیکلاس هیسلن
نیکلاس هیسلن (انگلیسی: Nicolas Hislen؛ زادهٔ ۱۱ فوریهٔ ۱۹۸۳) بازیکن فوتبال اهل فرانسه است.
از باشگاه‌هایی که در آن بازی کرده‌است می‌توان به باشگاه فوتبال لوریان و آ.اس موناکو اشاره کرد.